# Montecucco Sangiovese
Il Montecucco Sangiovese è un vino rosso a Denominazione di origine controllata e garantita prodotto in alcuni comuni della Toscana.

## Zona di produzione
La zona di produzione delle uve comprende l'intero territorio dei comuni di Cinigiano, Civitella Paganico, Campagnatico, Castel del Piano, Roccalbegna, Arcidosso e Seggiano, in provincia di Grosseto

## Storia
La presenza della viticoltura nel territorio risale almeno all'epoca etrusca, come testimoniano alcuni reperti rinvenuti nella zona di Seggiano e del Potentino, tra i quali alcuni pithoi, i recipienti che venivano riempiti di mosto e quindi interrati fino all'orlo, in cui avveniva la fermentazione.
Nel corso del Medioevo governanti e feudatari concedettero terre adatte alla coltivazione del vigneto e le protessero con apposite norme statutarie; a Castel del Piano l'attività viticola poteva sostituirsi al salario in moneta.
Nella relazione di Alfonso Ademollo per l'inchiesta parlamentare Iacini del 1884 viene evidenziata la qualità dei vini prodotti nella provincia di Grosseto. Nel 1895 sui vini prodotti a Castel del Piano vennero effettuate analisi chimiche che dimostrarono la presenza di uve Brunello, Tintura di Spagna e uve bianche.
Nel corso dell'Ottocento le vigne di Campo Rombolo e del Poggetto, ubicate a Poggi del Sasso, erano già rinomate per la qualità produttiva.

## Tecniche di produzione
I sistemi di potatura previsti sono il Guyot semplice o doppio e il cordone speronato, 
È vietata ogni pratica di forzatura, pur essendo consentita l'irrigazione di soccorso; è consentito l’arricchimento dei mosti e dei vini.
Le operazioni di vinificazione e di invecchiamento devono essere effettuate nei  comuni sui quali ricade la zona delimitata.
L'imbottigliamento deve essere effettuato nella provincia di Grosseto, in bottiglie bordolese o borgognona, con tappo di sughero raso bocca.
È obbligatoria l'indicazione dell'annata di produzione delle uve.
Possono essere utilizzate la menzione "vigna" le indicazioni geografiche e toponomastiche di alcuni comuni, frazioni e fattorie.

## Disciplinare
Il Montecucco Sangiovese è stato istituito come DOC con DM 30.07.98 pubblicato sulla Gazzetta Ufficiale n. 185 del 10.08.98;

È stato approvato come DOCG con DM pubblicato sulla Gazzetta Ufficiale n. 221 del 22.09.2011.

La versione in vigore è stata approvata con D.M. 30.11.2011, pubblicato sul sito ufficiale del Mipaaf

## Tipologie

### Montecucco Sangiovese
|                                | vino base | riserva |
| uvaggio                        | Sangiovese minimo 90%; altre uve a bacca rossa fino al 10%, con l'esclusione di Malvasia Nera, Malvasia Nera di Brindisi e Aleatico | Sangiovese minimo 90%; altre uve a bacca rossa fino al 10%, con l'esclusione di Malvasia Nera, Malvasia Nera di Brindisi e Aleatico |
| titolo alcolometrico minimo    | 13,00 vol. | 13,50% vol. |
| acidità totale minima          | 4,50 g/l. | 4,50 g/l. |
| estratto secco minimo          | 25,00 g/l | 26,00 g/l |
| resa massima di uva per ettaro | 70 q. | 70 q. |
| resa massima di uva in vino    | 70 % | 70 % |
| invecchiamento                 | dodici mesi in legno e quattro in bottiglia                                                                                         | trenta mesi in legno e sei in bottiglia.                                                                                            |